# Ivohibea cavernicola
Ivohibea cavernicola is een hooiwagen uit de familie Triaenonychidae.